# Крутые времена
«Крутые времена» (англ. Harsh Times) — кинофильм, криминальная драма режиссёра Дэвида Эйера 2005 года.

## Сюжет
Джим Дэвис (Кристиан Бейл) вернувшись в Лос-Анджелес из Афганистана, где он служил рейнджером, пытается устроиться на работу в полицию. Его друг детства Майк Алонсо (Фредди Родригес) также пытается устроиться на работу. На этом настаивает его подруга Сильвия (Ева Лонгория).
Каждый день за Майком заезжает Джим, чтобы вместе отправиться «на поиски работы», в результате чего все их начинания заканчиваются распитием пива и выкуриванием марихуаны. Вместе друзья ввязываются в конфликт с местными бандитами, однако выходят из переделки победителями.
В какой-то момент Джиму повезло — его личным делом заинтересовались в ФБР. И, несмотря на то, что Джим проваливает тесты, ему предлагают работать агентом. В ФБР потребовался именно такой человек как он, готовый слепо выполнить любой приказ, в том числе жестокий и незаконный. У Майка тоже вроде все начинает меняться к лучшему — он находит работу, встретив на собеседовании своего старого приятеля, который «пробился» в менеджеры.
Дэвис со своими дружками решают как следует отметить успехи и отправляются в Мексику к подружке Джима. Там у Джима происходит нервный срыв после того, как подружка признаётся ему, что беременна. В состоянии нервного возбуждения он угрожает ей пистолетом. Майк, увидев это, настаивает на срочном отбытии, опасаясь, что родственники подружки захотят отомстить Джиму. Джим и Майк быстро садятся в автомобиль и едут назад в Лос-Анджелес. По пути Джим сообщает Майку, что взял у родственников подружки мешок с наркотиками, чтобы доставить наркотики знакомым бандитам в Лос-Анджелес за хорошую сумму. По прибытии в город выясняется, что один из бандитов — один из тех, с кем ранее у Джима с Майком возникли проблемы. Начинается перестрелка, и Джим убивает всех бандитов, кроме одного, который стреляет вслед удаляющемуся автомобилю и смертельно ранит Джима. Майк — в ужасе. Джим, истекая кровью, умоляет его прикончить себя. Майк, в шоке от произошедшего, сначала категорически отказывается выполнить просьбу друга, но после настойчивых требований стреляет Джиму в голову. После этого, убитый горем, он возвращается к Сильвии.

## В ролях
| Актёр                  | Роль            |
| ---------------------- | --------------- |
| Кристиан Бейл          | Джим Дэвис      |
| Фредди Родригес        | Майк Алонсо     |
| Ева Лонгория           | Сильвия Алонсо  |
| Дж. К. Симмонс         | агент Ричардс   |
| Терри Крюс             | Даррелл         |
| Тэмми Трулл            | Марта           |
| Саманта Бекер          | Летти           |
| Таня Верафилд          | Пэтти           |
| Ноэль Гульеми          | Флэко           |
| Адриана Мильян         | Рита            |
| Гео Корвера            | Вило            |
| Сесар Гарсиа Гомес     | Листо           |
| Эмилио Ривера          | Эдди            |
| Чака Форман            | Даррелл         |
| Крэйг Риччи Шейнак     | Гиллеспи        |
| Армандо Риско          | Алекс           |
| Пол Рентериа           | Ранчеро         |
| Кеннет Чой             | Фудзимото       |
| Энтони "Ситрик" Кампос | Каспер          |
| Абель Сото             | малыш Чаки      |
| Майкл Монкс            | агент Холленбек |
| Соня Ирис Лозада       | Грейси          |
| Дэниэл Эдвард Мора     | Джо             |